# Списак антарктичких и подантарктичких острва
Ово је списак антарктичких и подантарктичких острва. Подантарктичка острва су она острва у Јужном океану oko Антарктика северно од Антарктичког поларног круга (66° 33' 38"). Антарктичка острва су она острва у Јужном океану или у морима око Антарктика јужно од Антарктичког поларног круга. Према условима Антарктичке повеље сва острва јужно од 60°Ј не припадају ниједној земљи, иако неке земље полажу право на та острва. Повеља укључује сва антарктичка и нека подантарктичка острва.

## Списак

### А
- Адамсово острво на Антарктику (66° 33′ S 92° 35′ E / 66.550° Ј; 92.583° И) (под Антарктичком повељом)
- Аделаида или  or  налазе се на западној обали Антарктичког полуострва (67° 15′ S 68° 30′ W / 67.250° Ј; 68.500° З) (под Антарктичком повељом)
- Александрово острво или Острво Александра I или Земља Александра I или Isla Alejandro I (71° 00′ S 70° 00′ W / 71.000° Ј; 70.000° З) (полажу права Уједињено Краљевство, Чиле и Аргентина, види Антарктичку повељу)

### О
- Острво Аделаида или  or  налазе се на западној обали Антарктичког полуострва (67° 15′ S 68° 30′ W / 67.250° Ј; 68.500° З)